# Carla Köllner
Carla Köllner (* 1993) ist eine deutsche Jazzmusikerin (Posaune, Komposition, Arrangement).

## Wirken
Köllner studierte von 2013 bis zum Bachelorabschluss 2019 an der Folkwang Universität der Künste das Fach Jazzposaune bei Ansgar Striepens; während ihres Studiums absolvierte sie ein Auslandsjahr am Conservatorium van Amsterdam bei Martijn Sohier, Bert Boeren, Erik van Lier und Bart van Lier.
Während des Studiums gehörte Köllner zum JugendJazzOrchester NRW (Way Up, Triangle) und zum Bujazzo (Bujazzo 30). Sie leitete ihr Nonett „BBIKKE“ – sechs Posaunen plus Rhythmusgruppe; für ihren Bachelorabschluss stellte sie ihre eigene Big Band zusammen. Beide Bands spielten ihre selbstgeschriebenen Kompositionen und Arrangements. Weiterhin ist sie Mitglied der Funkband „Tilar“, die beim Sparda Jazz Award 2020 den 1. Platz gewonnen hat und das Album Over the Moon vorlegte. Seit Anfang 2022 spielt sie regelmäßig mit der Pop-Rockband AnnenMayKantereit. Weiterhin trat sie mit der WDR Big Band im Rahmen des „Cologne Composer’s Corner“ und mit der „Chad LB Global Big Band“ auf. Ein von ihr eigens geschriebenes Big Band Programm hat das Essen Jazz Orchestra 2021 uraufgeführt; 2022 wurde ihr Bigband-Programm auch vom Folkwang Jazz Orchestra unter ihrer Leitung aufgeführt.
Weiterhin arbeitet Köllner seit 2018 an der Musikschule Hattingen als Posaunenlehrerin und als Leiterin des Monday Night Orchestras (der Big Band der Musikschule).